# Robert Stewart, 1:e hertig av Albany

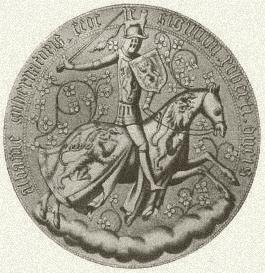
Avbildning av Robert Stuart av Albanys sigill

Robert Stewart, 1:e hertig av Albany, född i början av 1340-talet, död 1420 på Stirlings slott, var en skotsk ädling. Han var son till Robert II och bror till Robert III. Han var Skottlands ställföreträdande regent mellan 1401 och 1420. 
Robert erhöll 1371 titeln "earl of Fife and Menteith". Han utmärkte sig för stor tapperhet under gränsstrider med engelsmännen på 1380-talet och blev 1389, då fadern var ålderdomsskröplig och brodern John, earl av Carrick (sedermera konung Robert III), genom en olyckshändelse blivit förlamad, av ständerna utsedd till riksföreståndare. Robert skötte regeringen även efter broderns tronbestigning (1390) till 1399, då regentskapet övertogs av tronföljaren David Stewart.
År 1398 hade Robert fått titeln hertig av Albany ungefär samtidigt med, att hans brorson David blev hertig av Rothesay. De var de första innehavarna av skotsk hertigvärdighet, och tilldelningen anses ha tillkommit, för att de i rang vid gränsmöten ej skulle stå efter den engelske prinsen Johan av Gent, som var hertig av Lancaster. Robert blev snart oense med hertigen av Rothesay och ansågs vara medskyldig till dennes död 1402. Han blev därefter senare åter riksföreståndare och utsågs efter sin bror Robert III:s död 1406  till Skottlands regent, när den nye kungen Jakob I var fången i England. Han hävdade regeringsmakten mot upproriska stormän, förde små gränskrig med England och fruktlösa förhandlingar om kung Jakob I:s frigivning. Han torde ha varit den statsklokaste och kraftigaste av ättens medlemmar.
Stewart lät uppföra Doune Castle på sina ägor som earl av Menteith. Slottet omnämns första gången 1381 och var alltså åtminstone delvis uppfört vid denna tid.
Barn:
- Murdoch Stewart